# Ристо Поповић
Ристо Поповић (Доњи Краји, 21. април 1871 — Беч, фебруар 1924) био је црногорски политичар и војник. Од 1914. до 1916. био је привремени председник Владе Краљевине Црне Горе са Мирком Мијушковићем док је Јанко Вукотић ратовао у Првом светском рату.

## Биографија
Ристо Поповић је рођен 21. априла 1871. у Доњем Крају у част цетињског племена у свештеничкој породици попа Видака, сина попа Лазе Јабучанина, по коме су узели презиме Поповићи. Још од времена попа Лазе Јабучанина његова породица обављала је разне послове за посљедња три црногорска властелина, испрва мање, а касније и важније државне послове. Основну школу учио је на Цетињу, као и четири разреда Цетињске гимназије у периоду 1883-1887. године. Дипломирао је на Правном факултету у Београду, након чега се вратио на Цетиње и ступио у државну службу 1894. године. Обављао је низ значајних државних и дворских дужности као гранични секретар у Језерима, затим секретар Валтазара Богишића. Касније је био судија Окружног суда на Цетињу, председник Окружног суда у Бару, а потом и судија Великог суда са седиштем на Цетињу.

## Политичка каријера
У периоду Кнежевине Црне Горе једно време се бавио адвокатуром. На изборима 1906. године изабран је за посланика у Народној скупштини Црне Горе. Након тога поново је дошао у државну службу као секретар Министарства правде. У влади сердара Јанка Вукотића био је министар финансија и грађевина од априла 1913. до децембра 1915. године. Кратко време је био министар унутрашњих послова од 20. децембра 1915. до 29. априла 1916. године.

## Политичка каријера и онда
За време аустроугарске окупације од 1916. до 1918. провео је углавном интернацију у логорима у Мађарској, а потом и Аустрији. По завршетку Првог светског рата вратио се из емиграције на Цетиње. Није се слагао са губитком црногорске државности и присуством српске војске у Црној Гори. Уочи Божићне побуне ухапшен је 31. децембра 1918. у 23.00 као једна од водећих политичких личности која је планирала и осмислила акцију. Као један од истакнутих противника одлука Подгоричке скупштине, провео је више од две године у подгоричкој Јусовачи. Један је од 44 политичка затвореника који су 14. октобра 1919. године написали и потписали изјаву из Јусоваче у којој су сублимирали лош правно-политички положај Црне Горе у новим државним оквирима. У једном дијелу овог саопштења, његови потписници наводе да прекидају сваки контакт и комуникацију са надлежним Окружним судом у Подгорици јер га сматрају ненадлежним и незаконитим. По изласку из затвора одмах је пензионисан. Политички рад наставио је као један од првака црногорске странке на чијој листи је изабран за посланика Скупштине Краљевине СХС на мартовским парламентарним изборима 1923. године. Као активни борац за права и част Црне Горе, био је под сталном полицијском присмотром, па се у извештају начелника Подгоричког округа од 8. фебруара 1922. године помиње његово име као „главни агенти Јована Пламенца и Милутина. Вучинића који раде по њиховим упутствима и са којима су у сталном контакту”.

## Последњих година
Склопио је брак и добио синове: Василија, Војислава, Бошка и Арсенија. Браћа Риста Поповића били су Шпиро, директор поште и телеграфа, Драго и Андрија. Преминуо је фебруара 1924. године у Бечу, а сахрањен је на Цетињу.
Читуљу о његовој смрти објавио је Амерички глас Црне Горе као званични орган Савеза независних Црногораца у Америци у броју 11 од 29. марта 1924. године, која се завршава речима: „Сунчани зраци се појављују и када греју Кру Гору, који је данас прекривен мраком и када је слободан дахом свог у својој слободној кући, црногорски народ ће Вас почастити да будете примјер новој генерацији - црногорског родољубља. Мир вама, и мир души вашој!"